# 007 Racing
007 Racing es un juego que corre basado en la licencia de James Bond. Fue desarrollado por Eutechnyx, publicado por Electronic Arts, y liberado el 21 de noviembre de 2000 exclusivamente para la consola de PlayStation.

## Juego
En 007 Racing el jugador toma el papel de Comandante de agente británico secreto James Bond detrás de las ruedas de algunos de sus vehículos más famosos de las 19 películas existentes hasta esa fecha . Los coches incluyen el Aston Martin DB5 que se hizo famoso en su aspecto inicial en Goldfinger, Lotus Esprit del The Spy Who Loved Me y For Your Eyes Only, y el BMW Z3 que brevemente apareció en GoldenEye así como otros 7 coches. Cada coche es equipado con todos los aparatos habituales y armas publicadas por la Q,. 007 Racing a menudo es comparada con el juego de espías de 1983 Hunter debido a las armas, artefactos, y el objetivo de destruir a sus enemigos sobre el camino.

## Los artefactos y armas
La Mayor parte de los artefactos y armas en " 007 Racing " son inspirados por las películas de James Bond, como Goldfinger, The Spy Who Loved Me, y The Living Daylights.

## Casting
- Adam Blackwood (voz)/Pierce Brosnan como James Bond.
- Tim Bentinck como el Dr. Hammondd Litte.
- Caron Pascoe como la Dra. Melody Chase.
- Famke Janssen como Xenia Onatopp.
- Joe Don Baker como Jack Wade.
- Robbie Coltrane como Valentin Zukovsky.
- Richard Kiel como Mandíbulas.
- Jeroen Krabbé como Georgi Koskov.
- Desmond Llewelyn como Q.
- John Cleese como "R".
- Kim Restell (voz)/Judi Dench como M.

## La recepción
El juego no consiguió una respuesta muy positiva con un 51 en Metacritic . También el juego se puso 5.3 en GameSpot. 